# Géochimie isotopique
La géochimie isotopique, ou géologie isotopique, est la branche de la géochimie qui exploite les rapports isotopiques pour reconstruire l'histoire de la Terre et sa dynamique pétrologique et chimique.
À l'origine, la géochimie isotopique a consisté à utiliser les connaissances concernant la radioactivité afin de dater, en géologie et en paléontologie, des roches, des minéraux et des fossiles. Cette discipline, au carrefour des sciences de la Terre et de la physique nucléaire, s'est surtout illustrée par ses méthodes de datation absolue. Elle a ensuite aidé à mieux comprendre la paléoclimatologie, les structures et la dynamique interne du globe. Avec les progrès techniques s'est développée l'étude des isotopes stables, qui a donné accès à l'étude fine des grands processus géologiques, avec à la clé la reconstitution de paléoenvironnements.

## Géochimie des isotopes radiogéniques
L'outillage de base de la géologie isotopique est le spectromètre de masse et comme son nom l'indique cette technique géologique repose sur la mesure, grâce à cet outil, des différents isotopes des éléments chimiques présents dans les roches et dans les minéraux.
Chaque élément chimique est défini par son nombre de protons Z appelé Numéro atomique ; c'est ce nombre qui détermine la case que cet élément occupe dans le tableau périodique de Mendeleïev. Dans cette case, il peut exister plusieurs isotopes du même élément qui différent alors par leur nombre de neutrons.
Certains isotopes sont stables, d'autres ne le sont pas et donnent, après une émission radioactive, naissance à un autre élément qui peut être lui-même sous la forme d'un isotope instable ou radioactif. Lorsque nous reportons sur un repère graphique, repère dont l'axe des abscisses représente le nombre de neutrons (N) et l'axe des ordonnées le nombre des protons (Z) de tous les isotopes connus, nous nous apercevons que tous les isotopes stables sont regroupés autour d'une courbe nommée "vallée de stabilité" située en dessous de la droite Z = N.
Toutes les radioactivités corpusculaires tendent à faire revenir vers cette vallée les éléments qui les émettent, vallée qui correspond au minimum des énergies d'assemblage nucléaire.
Autre principe de base, l'équation qui régit l'évolution de tout isotope radioactif dite loi de Curie-Rutherford-Soddy.
Lorsqu'un isotope radioactif se désintègre, la variation de cet isotope suit une fonction du temps N(t) qui obéit à la loi N'(t) = – λ N(t). Cette équation différentielle a pour solution les fonctions du type N(t) = N0 e –λ t. λ est appelée "constante de désintégration". 

Elle est liée à une autre constante caractéristique de cette désintégration, T, appelée période radioactive (ou demi-vie), temps au bout duquel il ne reste plus que la moitié de l'isotope présent au départ. Nous avons donc : N0/2 = N0 e –λ T d'où λ = ln(2)/T.

La connaissance de cette constante λ permet d'utiliser cette équation pour mesurer un temps. C'est ce qu'on appelle la "chronologie par le père". Deux problèmes se posent : il faut connaître la quantité de l'élément de départ, nommé ici "élément père" et être sûr que la roche utilisée est bien un milieu fermé, c'est-à-dire que la quantité d'élément père ne varie pas au cours du temps (par apport ou au contraire par disparition non radioactive).
Il est possible d'améliorer le processus de chronologie en utilisant le couple "élément radioactif, élément radiogénique" autrement dit le couple "père, fils".

## Géochimie des isotopes stables
On appelle classiquement « géochimie des isotopes stables » ce qui est en fait la géochimie des isotopes non radiogéniques (par opposition à la datation radiométrique et au traçage des isotopes radiogéniques).
La recherche s’appuie sur la géochimie des isotopes stables des éléments légers les plus importants (carbone, oxygène, azote, chlore, hydrogène, soufre) : en suivant les variations fines de leurs rapports isotopiques on déchiffre les processus physico-chimiques (fusion, cristallisation, dégazage, interaction eau-roche, etc.) responsables de leurs répartitions dans les différents réservoirs (noyau, manteau, croûte, sédiments, atmosphère, etc.) de la Terre, l’évolution de ces répartitions depuis la naissance de la Terre et on apporte des contraintes sur les matériaux à partir desquels notre planète s’est formée.
Pour mesurer ces fines variations de rapports isotopiques, quelques dixièmes de pour cent en général, on utilise des procédures délicates d’extractions et de purifications de ces éléments, souvent peu concentrés dans les objets géologiques, puis on les analyse au moyen de spectromètre de masse à source gazeuse (molécules CO2, H2, O2, CH3Cl, N2, SO2, SF6).
Par exemple pour l’azote, il est possible de mesurer le rapport 15N/14N sur moins d’une nanomole d’azote. Pour le chlore, une technique d’extraction permet de détecter du chlore contenus dans des matrices silicatés à des concentrations inférieures à 100 ppm en vue de la mesure du rapport 37Cl/35Cl.

### Sources et bibliographie
- Claude Allègre, Géologie isotopique, Belin, 2005 (ISBN 2-7011-3493-5)
- Philippe Vidal, Géochimie, Dunod
- (en) Fang-Zhen Teng, James Watkins et Nicolas Dauphas, Reviews in Mineralogy and Geochemistry, vol. 82 : Non-Traditional Stable Isotopes, Mineralogical Society of America, 1er novembre 2017, 885 p.